# Billy Kingdon
Billy Kingdon (Worcester, 25 luglio 1907 – Weymouth, 18 marzo 1977) è stato un allenatore di calcio e calciatore inglese, di ruolo centrocampista.

## Carriera
Ha collezionato più di 200 presenze con la maglia dell'Aston Villa.